# Cameroneta
Cameroneta là một chi nhện trong họ Linyphiidae.